# マーター・アムリターナンダマイー

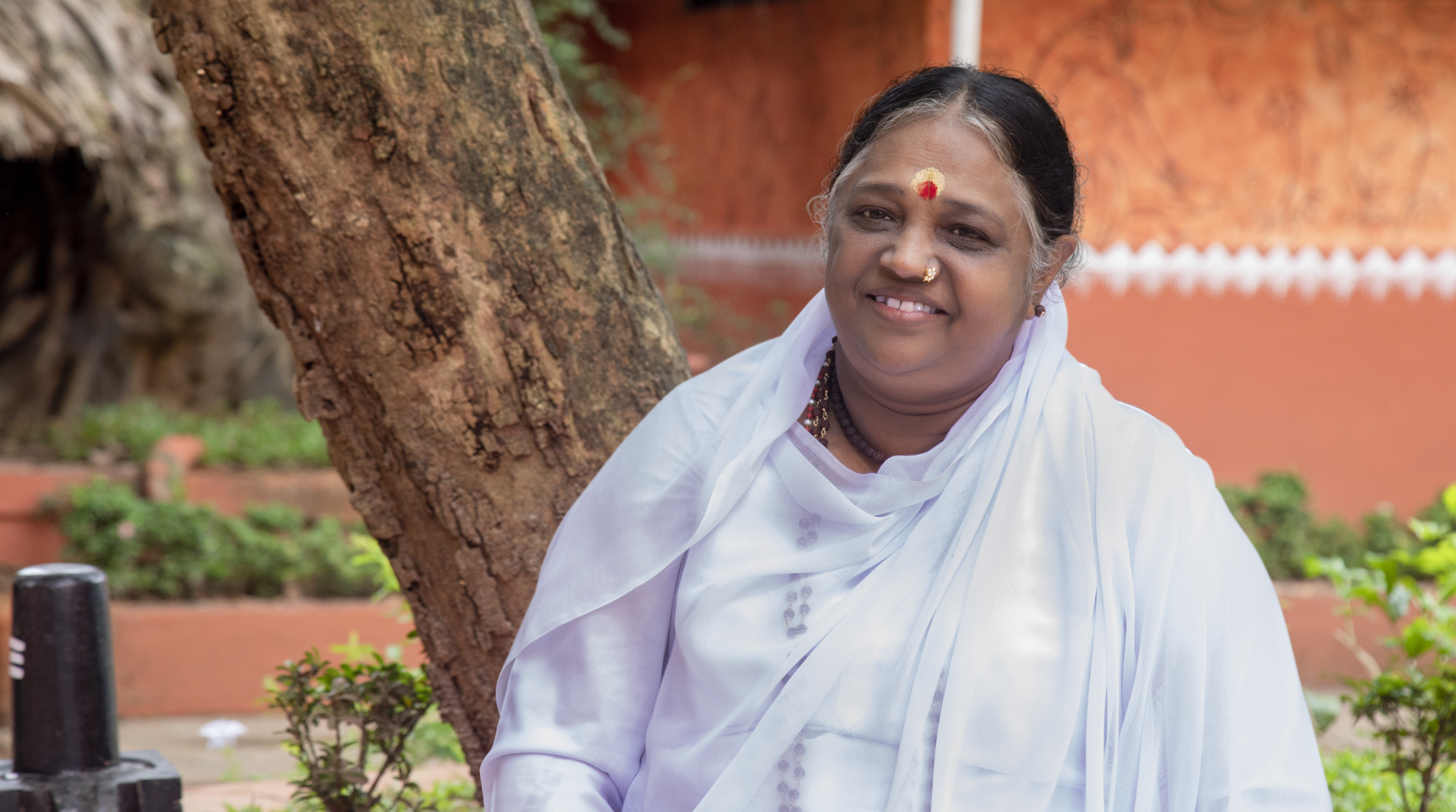
マーター・アムリターナンダマイー・デーヴィ 2019年8月31日撮影

マーター・アムリターナンダマイー・デーヴィー (サンスクリット語表記 माता अमृतानन्दमयी、マラヤーラム語表記 മാതാ അമൃതാനന്ദമയി - )シュリー・マーター・アムリタナンダマイー（幼名はスダーマニ・ イダーマネル；1953年9月27日生まれ）はアンマ(インドの言葉で母という意味)の愛称で知られるインドの霊性指導者・聖者であり、人道活動家である。 
信棒者たちからは「抱きしめる聖者 “ハギング・セイント”」として敬われている。また、彼女はアムリタ大学(Amrita Vishwa Vidyapeetham)および複数の研究大学キャンパスの総長でもある。
2018年にはプラスチック廃止などを目指すインド政府による環境保護クリーン・インディア・キャンペーンにてスワッハ・バーラト・ミッションへの最大の貢献をしたとして、モディ首相から表彰される。彼女はヒンドゥー教議会により表彰されたヴィシュワラトナ プラスカール賞の最初の受賞者である。

## 人生
マーター・アムリターナンダマイー・デーヴィー、またの名をアンマは南インドにあるパラヤカダヴという小さな漁村（その一部は現在のアムリタプリ）の貧しい家庭に生まれた。彼女はスグナナンダンとダマヤンティの3番目の子供だった。
幼い頃の家事のひとつは、家族が飼っていた牛やヤギの餌に近所の人たちから残飯をもらい集めてくることだった。その機会を通じて、当時の漁村の極度の貧困と苦しみを目の当たりにする。
そしてそのような人々に食べ物や衣服を自分の家から持ってきて与えるようになるが、貧しかった彼女の家族はそんな彼女を叱り、罰することもあった。
やがて次第にアンマは悲しみに暮れている人々を慰めるため、人々を抱きしめるようになった。両親が止めようとするも、彼女は人々を抱擁することを続けた。
人々を抱きしめたいという彼女の想いについて、アンマ自身は、「それが男性であろうと女性であろうとその人と自分自身となんら違いを感じません。すべての創造物への絶え間ない愛の流れが内から沸き起こります。これは私の生まれ持った性質です。医者の義務は患者を治療することです。同じように、私の義務は苦しんでいる人々を慰めることです。」とコメントしている。
アンマの両親は彼女を結婚させようと数々のお見合いを試みたが彼女は拒否した。
1981年、アンマの弟子になることを求め、スピリチュアルな探求者たちがパラヤカダブにある両親の土地に住み始めのちにマーター・アムリタナンダマイー・マート（MAM）として知られる世界的な財団が設立された。
アンマはなおも財団の会長を務め続けており、今日に至っては、マータ・アムリタナンダマイー・マート財団は、数多くのスピリチュアルな活動、そして非営利・慈善・人道支援活動に携わっている。
1987年、信者の希望により、アンマは世界各国を訪れるプログラム、ワールドツアーを始め、以来毎年それを続けている。
アンマの活動を支援するセンターやアシュラムは世界中に65箇所以上あり、特定の土地や施設を持たないコミュニティグループを含めると100を超える。サンラモン、シカゴ、アトランタ、サンタフェ、ワシントンDC、パリ郊外、南フランス、フランクフルト郊外、ドバイ、イスラエル、バルセロナなど
71歳を迎える2024年夏にはパンデミック後はじめてワールドツアーを再開した。北米はシアトル、オークランド、ロサンゼルス、ニューメキシコ、ワシントンDCをめぐり、ボストン、ニューヨーク、シカゴを回ったのちに来日する予定が発表された。

## ダルシャン
サンスクリット後で[ダルシャナ]とは「観る」「哲学」という意味に由来する言葉であり、元来グル（師）が弟子や帰依者との間で行われる対面・対話を意味する。また聖人の眼差しを指すこと、お御足に触れることなどを意味する場合もある。
アンマの場合、ダルシャンは人々を抱擁する形をとって行われる。ダルシャンがどのように始まったかについて、アンマは「人々が私の元へやって来て、悩みを打ち明けてくれました。彼らが涙を流すと私はその涙を拭い、彼らが私の膝に泣き崩れると、私は彼らを抱きしめました。すると次の人も同じことを求め出し、その習慣が広まっていったのです。」とこう語った。アンマはこれまで40年以上にわたり、世界中で4000万人以上の人々を抱きしめてきた。
2002年に「アンマの与える抱擁が世界が抱える困難や問題をどの程度解決したと思うか」という質問に対し、彼女はこう答えた。
「100％できるとは言いません。世界を[完全に]変えようとするのは、犬のくるっと巻いたしっぽをまっすぐにしようとするようなものです。しかし、社会というのは人々から生まれます。

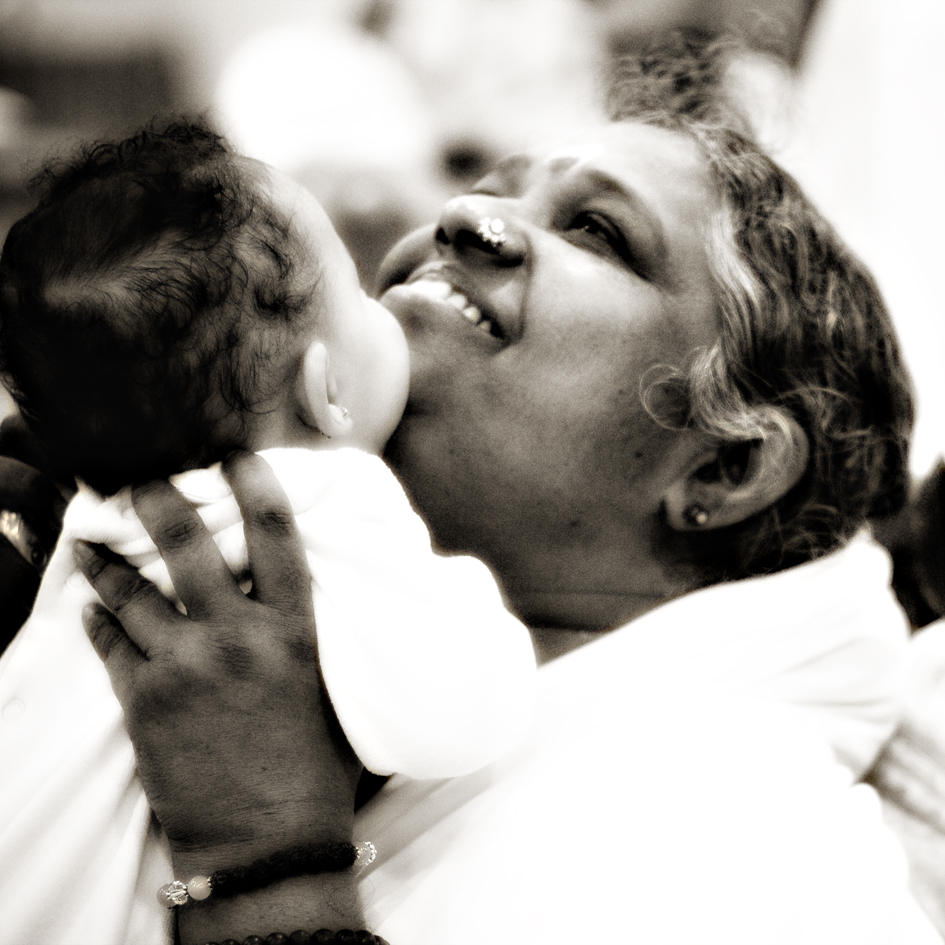
Mata Amritanandamayi Devi (Amma) embraces a child.

ですから、個人個人によい影響を与えれば、社会を変えることができ、それを通じて世界を変えることができるのです。
社会を「変える」ことはできませんが、「変化を起こす」ことはできます。個人の心の中で起きる争いこそが戦争の原因となりうるのです。ですから、人々に触れることができたら、世界に触れることも可能になるのです」
アンマのダルシャン(抱擁）は彼女の人生の中心であり、彼女は1970年代後半からほぼ毎日ダルシャンをして人々を受け入れてきた。彼女は訪れる人たちを一人残らず抱きしめる。インドでは1日に5万人以上の人が彼女の抱擁と祝福を求めて集まり、全員を抱擁するために時には休みなく24時間以上も座り続け来場者すべてにダルシャンを与える。
コロナ禍の最中においては彼女はダルシャン（抱擁）を中止した。

## 教え
アンマの高位弟子の一人であるスワミ・ラーマクリシュナナンダ・プリは、著書『永遠の道：”The Timeless Path”』の中で、「アンマが説いた [精神的な] 道は、ヴェーダに示され、バガヴァッド・ギーターおよび伝統的な聖典に要約されている道と同じである」と書いている。
アンマ自身も、「カルマ｛行為｝の道、ニャーナ｛智識｝の道、バクティ｛信愛｝の道はすべて不可欠です。鳥が持つ2つの翼が｛信愛｝と｛行為｝であるならば、｛智識｝は鳥の尾です。この3つすべてをもち合わせることで初めて、鳥は高みへと舞い上がることができるのです。」と述べている。
彼女はあらゆる宗教のさまざまな霊的修行や実践、祈りは、マインドを浄化するとい共通の目的を持った方法の違いであるとも延べている。
この点について、彼女は瞑想、カルマヨガ（忍耐/完全性を目指すための無私無欲の行動の実践）、無私の奉仕、そして慈悲、忍耐、許し、自制心などの神聖な資質を培うことの重要性を強調している。アンマは瞑想、カルマヨガなどの行為の思いやり・の奉仕、思いやり・慈悲深さ、忍耐、許す心、自制心など自身の中に神聖な性質を育むことの重要性を強調している。
アンマは、これらの実践は人は肉体やマインドではなく、不二一元論（アドヴァイタ）的な宇宙のすべての現象の根底にある本質として機能する、永遠であり至福の意識である、という究極の真実と一つになるための心の準備に磨きをかけることができる、と説いた。この理解自体を、アンマはジヴァンムクティ（生きている間の解放）と呼んでいる。
「ジヴァンムクティは死後に得られるものではなく、また別の世界で経験したり授けられたりするものではありません。
それは、この肉体に生きながら、この世界で今、此処にありながら、経験できる完全な目覚めた意識と平静さをもった状態です。
真我（アートマン）との一体感という至高の真実を体験するようになったそのような祝福された魂は、再び生まれ変わる必要がありません。彼らは無限と融合します。」

## 社会問題への取り組み
アンマは、講演や講話の中で、無私の奉仕の重要性、宗教間の調和の必要性、環境保護、科学とスピリチュアリティの融合の重要性など、いくつかの社会問題を取り上げてきた。
アンマは女性のエンパワーメントと社会における男女平等の重要性、そして彼女が言うところの「ヴィシュワ・マートルトゥム」：人類が思いやりの心を持つことや忍耐をもつこと、無私の心を表現することを通じて、万物・すべての創造物に対して母性を育むことの重要性についても、定期的に講演している。
彼女はまた、人身売買や強制売春・労働や武器売買に反対する声明を発表し、2014年奴隷制度廃止国際デーにはフランシスコ・ローマ教皇がバチカン市国で主催したイベントで演説し、 現代の奴隷制根絶声明に署名した。
仏教禅師ティク・ナット・ハン氏、ユダヤ教のラビ、ギリシャ正教会のヴァルソロメオス1世聖下、イスラム教指導者らと合わせ、カトリック教会、英国国教会、そしてヒンドゥー教はアンマが代表としてそれぞれの宗教のリーダーたちが世界初、共同宣言に署名した。
2018年には、アブダビの皇太子ムハンマド・ビン・ザーイド・アル・ナヒヤーンの後援を受け、インターネットを悪用した虐待、搾取や迫害から子供を守ることを目的とした同様のイベントに参加した。
2015年7月には、アムリタ大学と共同主催で行われたテクノロジーとサステナブルな開発についての国連アカデミック・インパクト議会にて基調講演を行った。
彼女は科学分野の人々に対し、意識的になること、思いやりをもつことを求めると語り、また技術研究を行う際には貧困層や苦しんでいる人々の救済を念頭に置くことの重要性を強調した。
彼女は国連で度々講演を行っており、世界万国宗教会議で2回講演している。

## バジャン 献身歌
アンマは、1,000曲以上のバジャン；宗教的な献身歌を35か国語にわたる言語で録音している。
彼女はまた、伝統的なラーガを用いて多くのバジャンを作曲し、信愛をこめた歌唱を霊性の実践として捉え、「バジャン一心になってに歌うことは、歌い手、聞き手、そして自然にとっても有益です。歌を聞いた人が後にその歌を振り返れば、その歌に込められた教訓に従って生きようとするのです。」と述べている。
アンマは、今日の世界では、人々は瞑想を通じて深い集中力を得ることが困難であるため、バジャンによって高いレベルの集中力に達することができるとも語った。

## 人道支援活動
アムリターナンダマイー、通称アンマは、マーター・アムリターナンダマイー・マート財団の創設者兼会長であり、広範な慈善活動を展開するエンブレイシング・ザ・ワールド(ETW)の創設者でもある。
マート（MAM）の人道支援活動はインド国内で100を超える学校の運営、寺院22ヶ所、貧困層の住宅の建設、病院、孤児院、ホスピス、女性のための避難所、寡婦に対する扶助金の支払い、地域助成センター、高齢者のためのケアーホーム、眼科クリニック、言語聴覚療法などである。
エンブレイシング・ザ・ワールド(ETW)は、マーター・アムリターナンダマイー・マートの慈善プロジェクトから生まれ当初はインドを拠点にして、地方および地域のグローバルネットワークとして世界中に広がっていった慈善組織であり、慈善プロジェクトである。
この団体は、貧困層に食料、住居、医療、教育、生計という5つの基本的なニーズを提供することに重点を置いている。
団体は災害支援や環境保護の分野でも活動しており、貧困層や困窮者を支援するための研究や技術開発も積極的に行っている。
2005 アンマの人道組織は、国連 経済社会理事会から特別諮問資格を授与。
2016年アンマのアムリタ大学にユネスコ初のジェンダー平等と女性のエンパワーメントに関するチェアが設立された。
2023年 G20サミットのインド議長国のもと、アンマは草の根活動てきなアプローチを提唱する市民社会組織の市民参加グループであるCivil20（C20）の議長を務めた。

### 食糧支援
マーター・アムリターナンダマイー・マートはインド国内においてさまざまなセンターを通じて、貧困層に毎年1,000万食の無償の食事を提供している同様にエンブレイシング・ザ・ワールド（ETW）は、1987年に開始されたマザーズ・キッチンと呼ばれるプログラムを実施する49のセンターを通じて、北米で毎年15万人以上に食事を提供している。
その他、食糧支援プログラムは、メキシコ、コスタリカ、フランス、スペイン、ケニア、ブラジル、スロベニア、オーストラリアでも実施されている。
マーター・アムリターナンダマイー・マートは、インド全土の5,000を超える農村に清潔な飲料水を供給することを目標に、水道ろ過システムを導入を開始し、これにより1,000万人の村民に浄水が提供されることになる。

### シェルター・住居の提供
1998年以来、マータ・アムリターナンダマイー・マート（MAM）はインド全土の75か所に47,000軒以上の住宅をホームレスのために建設してきた。
ケララ州では500人の子供たちのための孤児院を運営しており、エンブレイシング・ザ・ワールド（ETW）はナイロビで児童養護施設を運営している。
またインドの貧困層50万人以上に毎年新しい衣類を提供している。

### 医療提供
マータ・アムリターナンダマイー・マート（MAM）は、1998年にコーチンに開設した1,350床の専門性に特化した病院・アムリタ・メディカル・サイエンス研究所(AIMS in Kochi)を運営している。また、インド国内に複数の無料の医療クリニック、薬局、ホスピスも運営している。
1998年以来、合計で400万人以上の人々に完全に無料の医療と手術を提供してきた。
これには、心臓手術、脳手術、腎臓移植などの超専門手術が含まれ無料の治療とは他に、アムリタ研究所は、人々の経済状況に応じてスライディングスケール式で支払える金額から医療費を支払うことができるよう、医療を提供している。
通常、かかる医療費は全体の総医療費のごくわずかな割合の負担のみであることが多い。
また新たに、2022年8月24日、デリー首都圏に貧困層への無料診療を含むアムリタ病院(AIMS in Faridabad)を建設しインドのモディ首相はハリヤナ州ファリダバードで開院式を行った。
この病院は、病院は130エーカー（53ヘクタール）の広さを誇り、建築面積36万平方フィート（33.5万平方メートル）、ベッド数2600床で、インドで建設された最大の私立病院である。

### 生活・自立支援
1998年、マート（MAM)は、貧困に苦しむ未亡人や身体・精神に障害を持つ人々に終身年金を提供するアムリタ・ニディというプログラムを開始した。
2019年現在、合計10万人が登録している。
2006年に開始したアムリタSREE（Self-Reliance：自立、 Empowerment：支援、 Employment：雇用）このプログラムは、インド全土で30万人以上の女性の経済的自立などを目的とした自助グループを結成するのを支援してきた。

### 教育
アンマは、8つのキャンパスを有し、さまざまな分野にわたる研究大学であるアムリタ大学の創設者兼・総長である。
この大学は2019年にはインド政府によって「卓越した研究所」に選定され、2020年にはNational Institutional Rank Framework(NIRF)によってインドの優れた大学4位にランクされ、2021年 NAACからは「A++」グレードの認定を受けている。2021年のTHE世界大学ランキング ImpactRankingsによっても、世界で81位にランクインしている。
アンマの指導のもと、この大学は病人や貧困層、困窮者を支援するための研究開発に重点を置いている。
またマート財団（MAM）は、現在インド全土における経済的に困窮している子供たち55,000人の奨学金を提供する奨学金プログラムを運営している。
そしてエンブレイシング・ザ・ワールド（ETW）は、フィリピンの台風ハイヤンの災害時直後など、必要なときにインド国外での奨学金制度を提供している。

### 災害支援・救援
2001年以来インド国内では、マート財団（MAM）が、自然災害時の救援・復興活動に携わっており、また、エンブレイシング・ザ・ワールド（ETW）はインド国外で発生した諸外国の災害の際にも支援に駆けつけている。
ETWは2004年以来、災害救援活動に総額7500万ドルを提供してきた。
マート財団（MAM）とエンブレイシング・ザ・ワールド（ETW）が救援・復興活動を行った災害は以下の通りである。
2001年のグジャラート地震
2004年、MAマートはインド洋津波の被災者援助のために1億ルピー（約24億円）の救援金を贈ると発表した。救援活動の2年目を終える2006年末までに、支援総額は当初予算の倍にあたる4600万USドル（約46億円）に達した。救援活動は、ケララ州、タミル・ナードゥ州、ポンディシェリ、アンダマン・ニコバル諸島、スリランカの各地で長期におこなわれた。
2005年ハリケーン・カトリーナ（2005年）アンマはブッシュ前大統領とクリントン前大統領によって開設されたハリケーン・カタリーナ基金に100万ドル（約1億1千万円）を寄付し、被災者たちに必要な援助は何かを調査するために、災害の直後に側近を被災地に派遣した。
同年10月、カシミール・パキスタン大地震では、生存者に数千枚の毛布を被災地に送り、配布した。
2005年グジャラート州洪水、2005年マハラシュトラ州洪水
2008年ビハール州洪水、2009年サイクロン・アイラ
2010年ハイチ沖地震、2011年の東日本大震災、
2013年の北インド洪水
2013年の台風ハイヤン
2014年のインド・パキスタン洪水
2015年5月のネパール地震
2015年の南インド洪水
2016年のプッティンガル寺院火災
2017年のハリケーン・マリア、2017年のサイクロン・オッキ
2018年のケララ洪水
2019年のケララ洪水
2022年ロシアとウクライナの間の戦争では難民の生活支援のためウクライナの国境検問所にてボランティアが向かった。またインド政府の「ガンガー作戦」と連携して該当国にいたインド国民が帰国できるように支援をおこなった。

### 環境保護
2015年9月11日、アンマは、ガンジス川沿いに住む貧困家庭のためにトイレを建設するという目的のため、インド政府のナマミ・ガンジ「ガンジス川の浄化」プログラムに1500万米ドルを寄付した。
2015年9月27日には彼女のNGO機関からさらに1500万米ドル相当を、インドのケララ州でのトイレ建設やその他の衛生活動に充てると誓約した。
アンマの組織は2012年以来毎年、パンパ川とサバリマラ・ケララ寺院週域の巡礼地を清掃している。
組織は、世界中で100万本以上の植樹に取り組んでいる国連の10億本植樹キャンペーンの加盟組織であり、さらに600万本の植樹を約束している。
2016年アンマのアムリタ大学にユネスコ初のジェンダー平等と女性のエンパワーメントに関するが設立された。
2023年 G20サミットのインド議長国のもと、アンマは草の根活動てきなアプローチを提唱する市民社会組織の市民参加グループであるCivil20（C20）の議長を務めた。

## 国際会議参加/ 受賞歴・名誉賞
2023, インドで開催されたG20サミットの公式主要グループであるCivil20の議長として選出された
2019, マイソール大学名誉文学博士号授与
2018, インド政府のクリーン・インディア・キャンペーン「スワッチ・バーラト・ミッション」への最大の貢献に対してナレンドラ・モディ首相から祝辞を受ける
2014, ハフィントンポスト誌によって最も影響力のある女性宗教指導者50人の一人に選ばれた。
2013, アンマの60歳の誕生日を記念しアメリカ・ミシガン州を代表して授与された公式宣言は、アンマを真の世界市民として讃え世界中でアンマが行った慈善活動を認めた
2013, ティルヴァナンタプラム（インド）でヒンドゥー議会より第1回ヴィシュワレトナ・プルスカール（言葉の宝石賞）を授与される。
2012, アンマは、ワトキンス誌の世界で最も影響力のあるスピリチャルな現存人物トップ100のリストに掲載された
2010, ニューヨーク州立大学はアンマに人文学の名誉博士号を授与した。
2008, インドのジャイプール（ラージャスターン州）において Global Peace Initiative of Women による国際会議「世界全体の利益のために女性が進むべき道」が開催され、アンマが基調講演を行った。
2007, パリで開催された国際映画祭「シネマ・ヴェリテ国際ランデブー」において、アンマの人道的活動に対してシネマ・ヴェリテ賞が授与された。女優シャロン・ストーンがアンマを紹介し、アンマに賞を手渡した。
2006, 哲学者聖者シュリ・ジャネーシュワラ世界平和賞の授与がプネでおこなわれた
2006, ニューヨークのインターフェイス・センターで第4回ジェームス・パークス・モートン・インターフェイス賞の授与式が行われ、アンマがその栄誉に輝いた。インターフェイス賞は、社会的かつ文化的なプログラムを通じて、平和、異宗教間の相互理解と行動を促進する使命を果たした世界的な指導者に対して、年に一度授与される。これまでに、ビル・クリントン、ダライ・ラマ、モハメド・エルバラダイ、シーリーン・エバーディー、デズモンド・ツツ、インドの有名な音楽家であるラヴィ・シャンカールなどが受賞している。
2005,国際ロータリアン百周年記念レジェンダリー賞授与がコーチンにて行われた
2005,ロンドンにてマハヴィール・マハトマ賞受賞
2004, バルセロナ 世界宗教会議に出席
2002, スイスのジュネーブは国連で非暴力による非暴力のための世界運動 が開催したGlobal Peace Initiative of Women（女性による世界平和イニシアチブ） において基調講演を行った。国連大会議場で、World Movement for Nonviolence（非暴力のための世界運動） はアンマにガンジー・キング賞を授与した。この賞は、彼女が生涯にわたり推し進めてきた非暴力主義による活動を讃えたものである。同賞の前年までの受賞者は、第7代国連事務総長を務めたコフィー・アナン、前南アフリカ共和国大統領ネルソン・マンデラ、霊長類研究者のジェーン・グドールの3名である。
2002, Karma Yogi of the Year (Yoga Journal)
2000, ニューヨーク国連総会 ミレニアム世界平和サミットでの講演
1998, シカゴにてCare & Share International Humanitarian of the Year Award （ケア＆シェア国際人道賞が授与される
1995, ニューヨーク 国連50周年 インターフェイス祝賀式典での講演
1993, 「今年のヒンドゥー教徒」としてヒンドゥー・ルネッサンス賞を受賞 (Hinduism Today)
1993, 'President of the Centenary Parliament of World Religions' 万国宗教会議（英語: Parliament of the World's Religions）がシカゴで開催されヒンドゥー教代表の一人として招かれ100周年記念でのスピーチをした。

## 役職
Founder and chairperson, Mata Amṛtānandamayī Math マーター・アムリターナンダマイー・マート（MAM)財団の創設者兼会長
Founder, Embracing the World非営利組織エンブレイシング・ザ・ワールド（ETW）の創設者
Chancellor, Amrita Vishwa Vidyapeetham Universityアムリタ・ヴィシュワ・ヴィディヤピータム大学の総長
Founder, Amrita Vidyalayam schoolsアムリタ・ヴィディヤラヤム学校の創設者
Founder, Amrita Hospitals (Kochi & Faridabad)アムリタ病院（コーチとファリダバード）の創設者
Parliament of the World's Religions, International Advisory committee member世界宗教会議、国際諮問委員会メンバー
President Swami Vivekananda's 150th birth anniversary celebration committee, Indiaスワミ・ヴィヴェーカーナンダ大統領生誕150周年記念祝賀委員会
Member, Elijah Interfaith Institute Board of World Religious Leadersエリヤ・インターフェイス研究所世界宗教指導者委員会メンバー
Chairperson, Civil 20 (engagement group of G20 India) 2022–2023シビル20（G20インドの主要グループ）の議長、2022～2023年

## 出版物とドキュメンタリー
アンマの弟子たちは、アンマと帰依者や信者、スピリチュアルな探求者たちとの対話を書き起こし、彼女の教えをまとめた約12冊の本『Awaken Children! : 目覚めよ、子供たち！』を出版した。日本語訳は第4巻、第5巻、第7巻、第9巻が出版されている。
さまざまな国際フォーラムで彼女が行った演説も出版され、2011年4月以降、アンマからのメッセージが、New Indian Express 新聞の Express Buzz Sunday 付録のライフスタイル セクションに隔週で掲載されている。彼女の言葉はスピリチュアルな出版物「The Speaking Tree」に定期的なブログとして掲載されている。
アンマ自身に関する出版物
- Awaken Children (1–9)
- Compassion: the Only Way to Peace
- May Peace and Happiness Prevail
- Infinite Potential of Women
- Unity is Peace
- Living in Harmony
- Man and Nature
- May Your Hearts Blossom
- Understanding and Collaboration Between Religions
- The Awakening of Universal Motherhood
- Cultivating Strength and Vitality
- Amritam Gamaya

また彼女はさまざまなドキュメンタリーや映画に出演したり題材となっている
- 1999年 River of Love: アンマの生涯を描いたドキュメンタリードラマ
- 2000年 Louis Theroux's Weird Weekends – 「Indian Gurus」(BBC-TV)
- 2005年 Darshan: The Embrace – 『ダルシャン』ヤン・クーネン監督
- 2007年 In God's Name – ジュール・ノーデとゲデオン・ノーデ監督: 12人の存命している聖人たちのドキュメンタリー
- 2015年 Un plus une – クロード・ルルーシュ監督、ジャン・デュジャルダンとエルザ・ジルベルシュタイン主演
- 2016年 Science of Compassion – アンマに関するドキュメンタリー — シェカール・カプール監督
- 2022年 Amma's Way – 『アンマの往く道』アンナ・アニェッリ制作のアンマの活動・アシュラムについてのドキュメンタリー (Apple TV、Prime Video)

## 刊行誌『マートルヴァーニ』
アンマの講話や宗教的・人道的な活動および、帰依者からの話題や報告を掲載した刊行誌『マートルヴァーニ：母の声』の出版元はアムリタプリのアシュラムで、初刊が出版されたのは1984年。マラヤーラム語、タミル語、カンナダ語、テルグ語、マラーティー語、グジャラート語、ベンガル語、ヒンディー語などインド各地の言語と、英語、フランス語、ドイツ語、イタリア語、フィンランド語、スペイン語、日本語で出版されている。翻訳などはボランティアの手によって行われる。日本語冊子の定期購読は日本MAセンターが担っている。

## 日本との関わり
2011年の東日本大震災ではアンマは被災地を訪問し、被災者の救援と復興、特に両親を失った子どもたちの教育のために100万ドルを寄付している。
この発表は品川ホテルのグランドボールルームで公開プログラムとして行われ宮城県知事代理として宮城県庁副長官の相馬啓樹氏が出席している。
2004年NGO組織国際チャリティ協会アムリタハートが設立。この組織は2021 年 3 月まで アンマに関する日本国内での人道的活動やプログラム開催を運営していた。
2020年（現）宗教法人日本MAセンターが登録された後、アンマの日本の正式代表法人となり、その後は唯一の組織として運営されている。
日本のMAセンター・アシュラム拠点は現在稲城と京王永山にある。
日本へは2024年時点で30回目のワールドツアー来日プログラム（特設サイトへのリンク）が予定されており、プログラムはボランティアにより運営され、無料で開催される。

### 日本の学生ボランティア派遣/インドの住宅建設・インフラ整備活動
マート（MAM）とNPO法人国際ボランティア学生協会はインドの住宅建設が必要な貧困層や被災地などへ日本の学生ボランティアを派遣、マートは学生たちをホスティングする形で、国際慈善活動を行っている。
そのなかには住宅建設、手作業での運搬、壊れた家屋の解体撤去、インド国内の村や学校にろ過装置の設置作業、インフラ整備などが含まれた

#### 日本からの学生ボランティア派遣
- 1998年3月1日～3月14 ケララ州コーチン 人数：31名 住宅建設、病院建設
- 1999年2月25日～3月13日 ケララ州トリバンドラム、ぺルンバラム村 15名 住宅建設
- 2001年3月1日～3月15日 ケララ州アレッピー、タックナードゥ村 25名 住宅建設
- 2002年2月27日～3月13日 グジャラート州ブージ、ダガラ村 56名 インド西部大地震復興活動(住宅建設)
- 2003年2月23日～3月9日 マハーラッシュトラ州プーナ市　62名 住宅建設1700世帯を対象に鉄筋コンクリート3階建ての建物を3棟建設する大規模住宅（アパート）建設
- 2005年3月3日～3月13日 ケララ州コーチン、エルナクラム、バイピン島 93名 スマトラ沖地震津波災害復興活動(住宅建設)
- 2006年3月2日～3月16日 タルミナード州ナーガパッティナム 80名 スマトラ沖地震津波災害復興活動(住宅建設) 活動レポート
- 2007年3月1日～3月15日 タミルナードゥ州ナーガパッティナム 127名 スマトラ沖地震津波災害復興活動(住宅建設)
- 2008年9月4日～9月17日 ケララ州コーチン 113名 住宅建設、コミュティホール建設 活動レポート
- 2010年2月24日～3月10日 カルナタカ州ライチュール・クルアクルダ村 41名
- 豪雨災害復興活動(住宅建設) 活動レポート
- 2012年2月19日～3月3日 カルナタカ州ライチュール 76名 豪雨災害復興活動(住宅建設)
- 2014年2月19日～3月1日 ウッタラカント州バドワリ村 75名 住宅建設、コミュニティホール 活動レポート
- 2015年2月25日～3月11日 ウッタラカント州バドワリ村 63名 小学校解体、建設資材運搬　活動レポート
- 2016年3月23日～3月8日 ケララ州コーチン、ペルンパラン島　58名 住宅建設 活動レポート
- 2017年2月14日～2月28日 ケララ州アレッピー 28名 住宅建設　活動レポート
- 2018年2月14日～28日 ケララ州アレッピー 71名 ろ過装置設置 ケララ州パンダラム 31名 活動レポート
- ろ過装置設置、アウェアネスセッション 活動レポート
- 2019年2月13日～2月27日 ケララ州パンダラム 31名 ろ過装置設置、アウェアネスセッション
- 2020年2月12日～26日 18名 covid-19の感染拡大のため中止

## アンマの言葉
「人生の価値を決定するのは、自分が何を得たかではなく、何を与えられたかということです。」
「人間がお互いの中に自己を見出し認識できるようになったとき、初めて本当の平和が訪れます。」
「私たちの人生の樹が愛の土壌に根ざし、善い行いが葉となり、優しい言葉が花となり、そして平和という果実が実りますように。世界が愛で結ばれた一つの家族として繁栄しますように。こうして平和と充足に満ちた世界を創ることができますように。これがアンマの心からの祈りです。」

## 論争
シュリーニ・パッタタナムの著書
インド合理主義協会ケーララ支部の代表であるシュリーニ・パッタタナムは、1985年に初版が出版された『マタ・アムリタナンダマイ：聖なる物語と現実』という論争的な批判書を著しました。著者は、アムリタナンダマイによるすべての「奇跡」は偽りであると主張しました。さらに、彼女のアシュラム内外で起こった多くの不審死について警察の捜査が必要であると書かれていました。
2002年8月9日、左派寄りのマラヤーラム語の日刊紙『デシャビマニ』が、パッタタナムと同様の内容の記事を掲載し、彼が疑わしいとした死についての捜査を求めました。しかし同年9月24日、『デシャビマニ』は「アムリタナンダマイ・マタにおける不審死が増加しているという報道は誤りであった」というタイトルの記事を掲載し、正式に謝罪しました。記事には「私たちは今、確信をもって、マタで起こった死に不審な点は何もなかったと述べます。記事で取り上げられた死の中には、実際にはマタで起こっていなかったものもあります」と記されていました。記事は続けて、亡くなった方々の親族が『デシャビマニ』に連絡を取り、元記事の誤報を訂正したことを説明しました。編集部によると、複数のケースで親族は、高齢の家族が自然死した際にそばにいたと説明し、死に不審な点はなかったと伝えてきたとのことです。
2004年、ケーララ州政府は、この本の宗教的感情を傷つける内容や名誉毀損的な記述を理由に、パッタタナムと出版社のオーナー、印刷業者に対して刑事訴追を許可しました。この命令は、マタ・アムリタナンダマイ・マタの住民であるT.K.アジャンからの申し立てを受けたケーララ高等裁判所の指示に基づいて、内務省が検討した結果でした。共産党指導者のテンガマム・バラクリシュナンは、このパッタタナムに対する動きに抗議しました］。この本の英語版は『Mata Amritanandamayi & Mysterious Stories』（2020年10月4日）としても存在しています。
海外援助の出所
2007年6月、『テヘルカ（Tehelka）』誌の週刊記事で、シャントヌ・グハ・レイは、アムリタナンダマイ・マタ、ラヴィ・シャンカール、ババ・ラームデーヴ、その他のNGOや宗教団体が年間で数クロール・ルピー（数億円）規模の収入を持っていると報じました。同月、小説家ポール・ザカリアは『テヘルカ』にて、アムリタナンダマイは、外国資金に関する典型的な財務調査から免れていると指摘しました。2008年5月には、ケーララ合理主義者協会（Kerala Yukthivadi Sangham）の会長U・カラナタンが、アムリタナンダマイの資産に関する調査を州政府に要請しました。彼は、彼女の収入源とその使い道が調査されるべきだと述べました。現在も寄付金や資金の使い道の透明性が疑問視されている。
ゲイル・トレッドウェルによる告発
2013年、元弟子のゲイル・トレッドウェルは、1980年から1999年までアムリタナンダマイのアシュラムで過ごした回想録を自費出版しました。彼女はこの回想録およびその前後に行われたメディアインタビューで、いくつかの告発を行いました。その中には、アムリタナンダマイから身体的暴行を受けたとする主張も含まれていましたが、これらの主張は証明されていません。
アムリタナンダマイと彼女のアシュラムの代表者たちは、これらの告発は事実無根であり、「満たされなかった欲求に対する復讐」を目的としたものだと否定しました。
『The Amma Empire』：アムリタナンダマイに関する新たな告発
2024年末、ジャック・アルボヘール（かつての弟子で、1980年代初頭にアムリタナンダマイの最初のヨーロッパ代表を務めた）が著した『The Amma Empire』が出版されました。この書籍は、アムリタナンダマイの組織の内部構造や運営方法に関する詳細な証言と分析を提供しています。
2024年に出版された書籍『Amma’s Empire』では、元信者アルボヘールによって、アムリタナンダマイとその組織に関する新たな内部告発が行われた。本書では、組織が初期の家族的な運営形態から、国際的な宗教・経済ネットワークへと変貌する過程が詳細に描かれている。
アルボヘールは、慈善事業、教育、医療、不動産などの分野での不正行為や不透明な金の流れを指摘。また、精神的指導者としてのアムリタナンダマイの言動に一貫性がないとし、組織内部の矛盾の中心に彼女自身が存在していると主張している。この本は、2013年にゲイル・トレッドウェルが発表した回想録『Holy Hell』に続く、アムリタナンダマイを巡る主要な告発のひとつと位置づけられている。
元信者による暴行と金銭要求の告発
2023年、ある元信者がYouTubeのインタビューで、アマ（マタ・アムリタナンダマイ）から身体的な暴行を受けたと告白した。彼女によると、アマは突然激しく叩き、理由も尋ねずに棒で脚を殴るなどの暴力を振るったという。信者たちは恐怖で震えていたと語っている。また、アマは金銭に強い執着を示し、信者の預金を自身に渡すよう要求したとされる。さらに、夜遅くに男性信者がアマの私室に出入りする場面も目撃されている。これらの告発に対して、アマ側は現時点で公式なコメントを出していない。